# Султанија Гулчемал
Гулчемал Кадин (османски-турски: کل جمال قادین; око 1826. - 15. децембра 1851) била је шеста супруга султана Абдулмеџида I и мајка султана Мехмеда V из Османског царства.

## Рани живот
Гулчемал Кадин рођена је 1826. године у Сарајеву. Њено право име је непознато. Била је члан босанске племићке породице и имала је сестру Бимисал Ханим и једног брата.
Као мало дете доведена је у Истанбул, где је заједно са сестром поверена царском харему. Овде је њено име према обичају османског двора промењено у Гулчемал.

## Брак
Гулчемал се удала за Абдулмеџида 1840. године. Добила је титулу „Треће срећнице“. Затим је 1. новембра 1840. родила је своје прво дете, ћерку Фатму Султан у старој палати Бешикташ. 1842. године уздигнута је до титуле „Друга срећница“ и 3. фебруара 1842. родила је своју другу ћерку Рефију у старој палати Бешикташ.
1843. уздигнута је до титуле „Пете супруге“. 2. новембра 1844. родила је своје треће дете, сина Шехзаде Мехмеда Решада (будућег Мехмеда V) у Старој палати Шираган. Касније, 1845. подигнута је на титулу „Четврте супруге“.

## Смрт
Умрла је 15. децембра 1851. у Истанбулу. Сину никада није била Валиде Султанија, јер је умрла пре ступања Мехмеда на османски престо. Њен узрок смрти била је туберкулоза. Сахрањена је у маузолеју царских дама у Новој џамији у Истанбулу.
Сво троје њене деце усвојила је Серветсеза Кадин, прва супруга Абдулмеџида.